# Phytomyza nagvakensis
Phytomyza nagvakensis är en tvåvingeart som beskrevs av Spencer 1969. Phytomyza nagvakensis ingår i släktet Phytomyza och familjen minerarflugor.
Artens utbredningsområde är Labradorhalvön. Inga underarter finns listade i Catalogue of Life.